# Антоний (Ангелович)
Антоний Ангелович (пол. Antoni Angełłowicz; 15 апреля 1757, Гринев — 8 августа 1814, Львов) — епископ Русской униатской церкви, с 25 сентября 1808 года — её предстоятель с титулом «митрополит Галицкий, архиепископ Львовский и епископ Каменецкий».

## Биография
Родился в селе Гринев в семье священника. По рекомендации епископа Льва Шептицкого был послан на обучение в новооткрытую генеральную духовную семинарию для грекокатоликов «Барбареум» в Вену, окончил её в 1781 году со степенью доктор богословия. Посвящён в сан священника в 1783 году. С 1783 — каноник, первый ректор вновь основанной Греко-католической духовной семинарии во Львове(1783, 1787—1796), профессор догматического богословия Львовского университета (1784—1787), ректор университета (1796—1797).
С 1796 — епископ Перемышльский, 1798 года — епископ Львовский, с 1804 года — епископ Холмский.
Совместно с Михаилом Гарасевичем добился возобновления в 1808 году Галицкой митрополии, став митрополитом Галицким.
Был инициатором основания греко-католических приходов в Черновцах, Сучаве и других городах Буковины.
Кроме пасторских писем издавал на польском языке брошюры антинаполеоновского направления: «Кто является нападающей стороной: Австрия или Франция?», «Раздумия австрийского патриота по поводу некоторых статей в заграничных газетах» (1809). Во время франко-польского наступления 1807—1809 и временной оккупации Львова в мае — июне 1809 польской армией генерала Александра Рожнецкого, который воевал на стороне Наполеона I, отказался от присяги французскому императору и покинул город, но был арестован поляками и интернирован в город Стрый. Освобожден после отступления польских войск в конце июня 1809 года. За преданность Австрии награждён орденом Леопольда. Свою библиотеку из 8 тысяч томов передал в дар митрополичьему капитулу Львова.